# Rotterdam School of Management

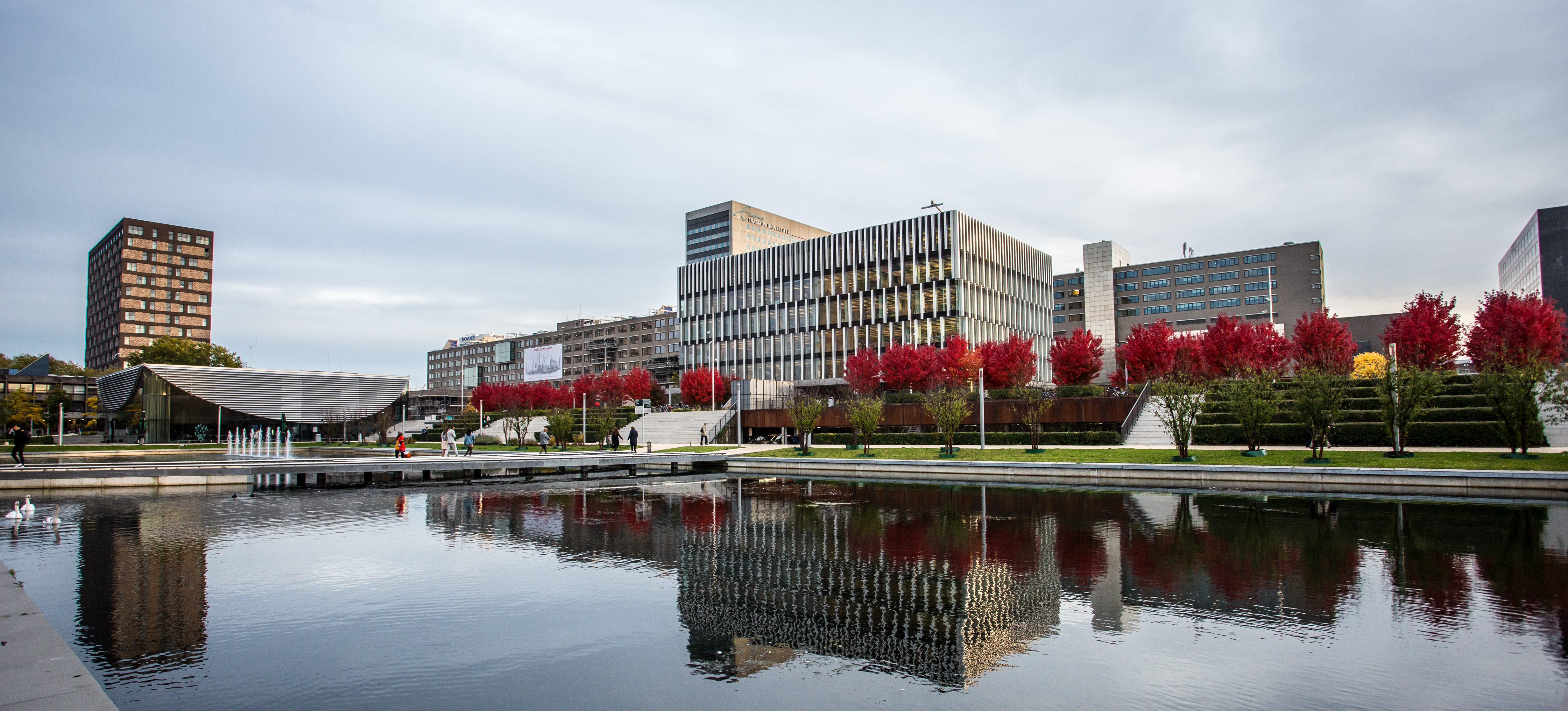
Primavera do Campus Universitário Erasmus da RSM.

Rotterdam School of Management, Erasmus University (RSM) é a escola de negócios da Universidade Erasmus de Roterdão (EUR), e oferece cursos em gestão de empresas e desenvolvimento de negócios desde 1969. Os escritórios da RSM não existem apenas em Roterdão, mas também em Amsterdam Zuidas, o distrito de negócios da capital holandesa, e em Taipei, na Taiwan.
RSM é uma das melhores escolas de negócios da Europa, mantendo lugares de prestígio nos rankings internacionais. Esta é uma escola que oferece não só vários programas académicos como licenciaturas, mestrados e MBAs a tempo inteiro, mas também programas de inscrição livre para executivos, e programas especificamente desenhados para empresas. O pilar da escola é desenvolver líderes com carreiras internacionais, que usem a sua mente inovadora para criar um futuro mais sustentável.
RSM oferece programas em Inglês e Holandês, com duração variável desde um dia a três anos. O objectivo é ajudar estudantes e gestores de várias empresas a começar ou desenvolver as suas carreiras de forma bem sucedida. O que se pretende é responder aos actuais problemas do mundo de negócios e às necessidades das empresas que procuram gestores altamente competentes com experiência prática. rsm.nl/programmes

## Investigação
Os melhores investigadores da RSM e da Erasmus School of Economics (ESE) trabalham juntos no Erasmus Research Institute of Management (ERIM). Esta é uma das maiores e mais citadas comunidades europeias de investigação na área dos negócios, contando actualmente com 350 investigadores. O instituto de investigação em gestão desenvolve conhecimento de enorme relevância para empresas e executivos, que é posteriormente incorporado no currículo dos vários programas académicos oferecidos pela RSM. www.erim.eur.nl

## Alumni
Os alumni da RSM beneficiam da promessa de aprendizagem ao longo da vida feita pela escola, e a rede de antigos alunos conta actualmente com 30 000 membros espalhados por todo o Mundo. Com eles RSM estabeleceu inúmeras relações de afinidade com grupos industriais diversos que lhe permite conectar empresas, alumni, e membros do corpo docente. Adicionalmente, os alumni recebem 10% de desconto em alguns dos programas de inscrição livre para executivos. rsm.nl/alumni

## Rankings e Acreditações
RSM é avaliada regularmente como sendo uma das melhores escolas de negócios do Mundo em educação e investigação. RSM é uma das poucas instituições com tripla acreditação pelo AACSB, EQUIS e AMBA em simultâneo. Adicionalmente, todos os actuais programas de licenciatura e mestrado são acreditados por uma ou mais organizações internacionais. Para aceder aos rankings e acreditações mais recentes, visite rsm.nl/rankings.